# Dragotin Kette
Dragotin Kette (Primano, 19 gennaio 1876 – Lubiana, 26 aprile 1899) è stato un poeta sloveno.

## Biografia

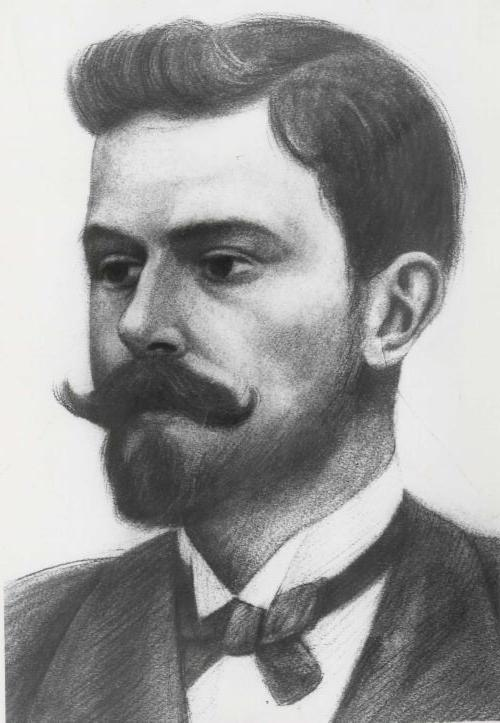
Dragotin Kette

Kette, figlio dell'insegnante e organista Filip e di Anna Valenčičevo, rimase orfano sin da piccolo e, grazie all'aiuto dei parenti, soprattutto del fratello Ivan, proseguì la sua carriera scolastica a Lubiana e a Novo Mesto, dove si laureò nel 1898.
Studiò la letteratura e la lingua russa, italiana, francese e inglese e tra i classici fu attratto da Ovidio e Omero, inoltre apprezzò Goethe e Maeterlinck.
Durante il servizio militare svolto a Trieste, Kette si ammalò di tubercolosi, malattia che segnò la sua breve esistenza, esattamente come quella dei genitori.
Rientrato a Lubiana, abitò in un asilo notturno per poveri, dove trascorse gli ultimi anni.
Kette si dimostrò uno dei più importanti poeti della «Slovenska moderna», movimento letterario che caratterizzò la poesia slovena degli ultimi anni del XIX secolo.
Kette iniziò a scrivere molto presto: quando aveva otto anni, scrisse la sua prima canzone dedicandola a suo padre per il suo compleanno. Il suo percorso poetico si svolse in tre fasi creative: la prima a Lubiana, la seconda precedente alla partenza per Trieste, la terza a Trieste.
I versi di Kette si contraddistinsero per l'eleganza linguistica, la mitezza, la dolcezza, la bonarietà, con le quali descrisse i paesaggi malinconici ed espresse sentimenti contrastanti.
Le sue principali opere, Adrija ("Adria", 1898), Moj Bog ("Dio mio", 1898), Slovo ("Addio", 1899), Spomini ("Ricordi", 1899), Tihe noči ("Notti quiete", 1899), Črne noči ("Notti nere", 1899), evidenziarono uno stile influenzato sia dai classici sia dalle tendenze popolari, impreziosito da un lessico sia simbolista sia petrarchesco, oltre che dalla bellezza dei temi e delle immagini.
Il tema basilare delle sue opere fu la donna, elevata spiritualmente, di qualità non materiali e non sensuali.
Tra le altre tematiche ricorrenti nelle liriche di Kette, emersero la natura, verso la quale il poeta dimostrò gratitudine e riconoscenza, così come la notte, fonte di ispirazione per il poeta, e infine Dio, suscitatore di amore e di speranza, adorato con una partecipazione mistica.